# Швейцария на летних Олимпийских играх 1948
Швейцария принимала участие в Летних Олимпийских играх 1948 года в Лондоне (Великобритания) в одиннадцатый раз за свою историю, и завоевала пять золотых, пять бронзовых и десять серебряных медалей. Сборная страны состояла из 180 спортсменов (172 мужчины, 8 женщин).

## Медалисты
| Медаль  | Спортсмен                                                                                                   | Вид спорта            | Дисциплина                                              |
| ------- | --- | --------------------- | ------------------------------------------------------- |
| Золото  | Йозеф Штальдер                                                                                              | Спортивная гимнастика | Мужчины, перекладина                                    |
| Золото  | Михаэль Рёйш                                                                                                | Спортивная гимнастика | Мужчины, брусья                                         |
| Золото  | Карл Фрай                                                                                                   | Спортивная гимнастика | Мужчины, кольца                                         |
| Золото  | Эмиль Грюниг                                                                                                | Стрельба              | Мужчины, произвольная винтовка из трёх положений, 300 м |
| Золото  | Ганс Мозер                                                                                                  | Конный спорт          | Выездка, личное первенство                              |
| Серебро | Вальтер Леман                                                                                               | Спортивная гимнастика | Мужчины, абсолютное первенство                          |
| Серебро | Вальтер Леман                                                                                               | Спортивная гимнастика | Мужчины, перекладина                                    |
| Серебро | Михаэль Рёйш                                                                                                | Спортивная гимнастика | Мужчины, кольца                                         |
| Серебро | Карл Фрай Кристиан Кипфер Вальтер Леман Робер Люси Михаэль Рёйш Йозеф Штальдер Эмиль Тудер Мельхиор Тальман | Спортивная гимнастика | Мужчины, командное первенство                           |
| Серебро | Ханс Кальт Йозеф Кальт                                                                                      | Академическая гребля  | Мужчины, двойки распашные без рулевого                  |
| Серебро | Рудольф Райхлинг Эрих Шривер Эмиль Кнехт Пьер Стеблер Андре Моккан                                          | Академическая гребля  | Мужчины, четвёрки распашные с рулевым                   |
| Серебро | Фриц Штёкли                                                                                                 | Борьба                | Мужчины, вольная борьба, до 87 кг                       |
| Серебро | Рудольф Шнайдер                                                                                             | Стрельба              | Мужчины, пистолет, 50 м                                 |
| Серебро | Гастон Годель                                                                                               | Лёгкая атлетика       | Мужчины, ходьба 50 км                                   |
| Серебро | Освальд Цаппелли                                                                                            | Фехтование            | Мужчины, шпага, личное первенство                       |
| Бронза  | Йозеф Штальдер                                                                                              | Спортивная гимнастика | Мужчины, брусья                                         |
| Бронза  | Кристиан Кипфер                                                                                             | Спортивная гимнастика | Мужчины, брусья                                         |
| Бронза  | Адольф Мюллер                                                                                               | Борьба                | Мужчины, вольная борьба, до 62 кг                       |
| Бронза  | Херман Бауман                                                                                               | Борьба                | Мужчины, вольная борьба, до 67 кг                       |
| Бронза  | Фриц Шваб                                                                                                   | Лёгкая атлетика       | Мужчины, ходьба 10 км                                   |

## Результаты соревнований

### Академическая гребля
Соревнования по академической гребле на Олимпийских играх 1948 года проходили в гребном центре в Хенли-он-Темс, где ежегодно проводятся соревнования Королевской регаты. Из-за недостаточной ширины гребного канала в одном заезде могли стартовать не более трёх лодок. В следующий раунд из каждого заезда проходили только победители гонки.
Мужчины
| Соревнование | Спортсмены             | Предварительный заезд | Предварительный заезд | Предварительный заезд | Отборочный заезд | Отборочный заезд | Отборочный заезд | Полуфинал            | Полуфинал            | Полуфинал            | Финал                | Финал                |
| Соревнование | Спортсмены             | Заезд                 | Время                 | Место                 | Заезд            | Время            | Место            | Заезд                | Время                | Место                | Время                | Место                |
| ------------ | ---------------------- | --------------------- | --------------------- | --------------------- | ---------------- | ---------------- | ---------------- | -------------------- | -------------------- | -------------------- | -------------------- | -------------------- |
| одиночки     | Ханс Якоб Келлер       | 2                     | 7:34,2                | 2                     | 2                | 7:25,1           | 2                | завершил выступление | завершил выступление | завершил выступление | завершил выступление | завершил выступление |
| двойки       | Ханс Кальт Йозеф Кальт | 1                     | 7:20,4                | 1                     | не участвовали   | не участвовали   | не участвовали   | 1                    | 7:47,3               | 1 Q                  | 7:23,9               | 2                    |